# Nesselwängle
Nesselwängle – gmina w Austrii, w kraju związkowym Tyrol, w powiecie Reutte. Liczy 427 mieszkańców (1 stycznia 2015).